# Casa del Combattente (Salerno)
Das Casa del Combattente (auch Casa del Soldato oder Casa del Mutilato genannt; dt.: Haus des Kämpfers / - des Soldaten / - des Kriegsversehrten) ist ein Palast aus den 1920er-Jahren in der Lungomare Trieste, 13, im Zentrum von Salerno in der italienischen Provinz Kampanien.

## Geschichte
Das Gebäude wurde 1923 vom Bauingenieur Vincenzo Taddeo in der Folge der Urbanisierung des Strandes projektiert.
Die Bauarbeiten an den Bauwerk des Rationalismus begannen 1924 und wurden im Frühjahr 1925 abgeschlossen.
An der Projektierung und dem Bau des Gebäudes waren verschiedene Unternehmen aus der Provinz Salerno beteiligt, wie z. B. die Firma Ricciardi aus Vietri sul Mare (Lieferung der wertvollen Glaswände), die Firma Matteo Forte (kostenlose Installation aller haustechnischen Systeme) und die Società dei Cementi aus Salerno (kostenlose Lieferung von 50 Zentnern Zement als Zeichen der Wohlfahrt für die Kriegsversehrten).
Nachdem in dem Palast ein Theater und ein Treffpunkt für die neuen Generationen untergebracht waren, wurde er zum Sitz der Fondazione Filiberto Menna, des Lions Clubs von Salerno und der Associazione Nazionale Marinai d’Italia.

## Die Fondazione Filiberto Menna
Die Stiftung wurde 1989 auf Betreiben der Familie Menna gegründet und hat immer schon kulturelle Initiativen in der Stadt Salerno gefördert, auch dank der Gründung einer Bibliothek mit ca. 50.000 Bänden, die vollständig der Öffentlichkeit zugänglich ist.